# Memoriał Bronisława Idzikowskiego i Marka Czernego 1978
Memoriał im. Bronisława Idzikowskiego i Marka Czernego 1978 – 11. edycja turnieju w celu uczczenia pamięci polskiego żużlowca Bronisława Idzikowskiego i Marka Czernego, który odbył się dnia 30 września 1978 roku. Turniej wygrał Marek Cieślak.

## Wyniki
- Częstochowa, 30 września 1978
- NCD: Józef Kafel i Daniel Chmielewski - po 75,00 w wyścigu 1 i 3
- Sędzia:

| Msc. | Zawodnik                    | Klub         | Pkt  |               |  |
| ---- | --------------------------- | ------------ | ---- | ------------- |  |
| 1    | (5) Marek Cieślak           | Częstochowa  | 14+3 | (2,3,3,3,3)   |  |
| 2    | (12) Józef Kafel            | Częstochowa  | 14+2 | (3,3,2,3,3)   |  |
| 3    | (6) Andrzej Huszcza         | Zielona Góra | 12   | (1,3,3,3,2)   |  |
| 4    | (11) Józef Jarmuła          | Częstochowa  | 12   | (2,3,2,3,2)   |  |
| 5    | (13) Czesław Goszczyński    | Częstochowa  | 10   | (2,2,3,2,1)   |  |
| 6    | (3) Daniel Chmielewski      | Częstochowa  | 9    | (3,2,3,1,0)   |  |
| 7    | (15) Krzysztof Kałuża       | Wrocław      | 9    | (3,1,1,1,3)   |  |
| 8    | (8) Mirosław Błaszak        | Częstochowa  | 8    | (3,0,2,1,2)   |  |
| 9    | (16) Zygmunt Nocuń          | Częstochowa  | 7    | (d,1,1,2,3)   |  |
| 10   | (2) Ryszard Jany            | Wrocław      | 6    | (2,2,0,0,2)   |  |
| 11   | (4) Jerzy Kowalczyk         | Częstochowa  | 6    | (wsu,2,1,2,1) |  |
| 12   | rez. Kazimierz Bieniek      | Częstochowa  | 4    | (1,u,0,2,1)   |  |
| 13   | (7) Zbigniew Filipiak       | Zielona Góra | 4    | (0,0,2,1,1)   |  |
| 14   | (9) Leszek Cyganek          | Częstochowa  | 2    | (0,1,1,0,u)   |  |
| 15   | (14) Tomasz Jurczyński      | Częstochowa  | 2    | (1,1,0,0,d)   |  |
| 16   | (10) Roman Mańczak          | Zielona Góra | 1    | (1,0,d,0,d)   |  |
| 17   | (1) Włodzimierz Tomaszewski | Częstochowa  |      | (u/-)         |  |

Bieg po biegu
1. [75,00] Chmielewski, Jany, Bieniek, Kowalczyk Bieniek za Tomaszewskiego
2. [75,40] Błaszak, Cieślak, Huszcza, Filipiak
3. [75,00] Kafel, Jarmuła, Mańczak, Cyganek
4. [76,50] Kałuża, Goszczyński, Jurczyński, Nocuń
5. [76,80] Cieślak, Goszczyński, Cyganek, Bieniek Bieniek za Tomaszewskiego
6. [76,80] Huszcza, Jany, Jurczyński, Mańczak
7. [75,20] Jarmuła, Chmielewski, Kałuża, Filipiak
8. [77,10] Kafel, Kowalczyk, Nocuń, Błaszak
9. [75,60] Huszcza, Jarmuła, Nocuń, Bieniek Bieniek za Tomaszewskiego
10. [78,80] Cieślak, Kafel, Kałuża, Jany
11. [77,80] Chmielewski, Błaszak, Cyganek, Jurczyński
12. [77,00] Goszczyński, Filipiak, Kowalczyk, Mańczak
13. [77,20] Kafel, Bieniek, Filipiak, Jurczyński Bieniek za Tomaszewskiego
14. [77,20] Jarmuła, Goszczyński, Błaszak, Jany
15. [79,00] Cieślak, Nocuń, Chmielewski, Mańczak
16. [77,20] Huszcza, Kowalczyk, Kałuża, Cyganek
17. [??,??] Kałuża, Błaszak, Bieniek, Mańczak Bieniek za Tomaszewskiego
18. [79,00] Nocuń, Jany, Filipiak, Cyganek
19. [78,50] Kafel, Huszcza, Goszczyński, Chmielewski
20. [??,??] Cieślak, Jarmuła, Kowalczyk, Jurczyński
21. Wyścig dodatkowy: [??,??] Cieślak, Kafel